# أنزها
أنزها (بالفارسية: انزها) هي مستوطنة تقع في قسم حبلرود الريفي (مقاطعة فيروزكوه) في إيران. يقدر عدد سكانها بـ 390 نسمة بحسب إحصاء 2016.